# Marie Verhulst
Marie Verhulst (Brasschaat, 14 settembre 1995) è un'attrice belga fiamminga. Verhulst è diventata nota per il ruolo di Charlie nella serie giovanile Ghost Rockers, che è stata trasmessa su Ketnet dal 2014.

## Biografia

### Carriera
Nel 2013, Verhulst si è diplomata al Lemmensinstituut di Lovanio. Verhulst ha precedentemente cantato nello Studio 100 Children's Choir (Dansstudio IJvi Hagelstein) con il quale ha partecipato a spettacoli come lo Studio 100 Summer Festival (2009) e lo spettacolo De grote Sinterklaas (2013). Nel 2012 ha già interpretato un ruolo ospite nella serie Studio 100 Rox su Ketnet. La sua svolta arriva nel 2014 attraverso il ruolo di Charlie Timmermans nella serie giovanile Ghost Rockers.

### Vita privata
Marie Verhulst è la figlia del fondatore di Studio 100 Gert Verhulst.

## Filmografia

### Televisione
- Rox (2012 -) nipote ministro della giustizia (ruolo ospite)
- Ghost Rockers (2014-2018) Charlotte 'Charlie' Timmermans
- Ghost Rockers - Voor altijd? (2016) Charlotte 'Charlie' Timmermans

### Altro
- Boxing Stars (2018) partecipante e vincitore femminile dei pesi massimi
- 2 Sterren Restaurant (2018) concorrente
- Studio 100 TV (dal 2018) presentatrice